# イスマエル・トラオレ
イスマエル・アブドゥル・ラーマン・ロシュ・トラオレ（Ismaël Abdul Rahman Roch Traoré 、1986年8月18日 - ）は、フランス・パリ出身のプロサッカー選手。コートジボワール代表。FCメス所属。ポジションは、ディフェンダー。

## 代表歴
2012年11月14日のオーストリア戦でコートジボワール代表デビュー。
アフリカネイションズカップ2013のメンバーに選ばれ、グループリーグ最終戦のアルジェリア戦に出場した。
しかし2014 FIFAワールドカップのメンバーには落選した。2014-15シーズンはリーグ・ドゥでプレーしていたため、アフリカネイションズカップ2015のメンバーに入ることは出来なかった。

## タイトル
個人
- トロフェ・UNFP・デュ・フットボール：2015(リーグ・ドゥベスト11)